# Ssal
Ssal é um filme de drama sul-coreano de 1963 dirigido e escrito por Shin Sang-ok. Foi selecionado como representante da Coreia do Sul à edição do Oscar 1964, organizada pela Academia de Artes e Ciências Cinematográficas.

## Elenco
- Shin Young-kyun
- Choi Eun-hee
- Nam Kung-won
- Lee Ki-hong